# Coelogyne schilleriana
Coelogyne schilleriana é uma espécie de orquídea epífita, família Orchidaceae, que habita de Myanmar à Tailândia.